# Berthe van Regemorter
Berthe of Bertha van Regemorter (Mechelen, 21 april 1879 – Antwerpen, 31 december 1964) was een Belgisch boekbinder en dochter van schooldirecteur en politicus Edouard van Regemorter. Het grootste deel van haar leven bracht ze door in Antwerpen, waar ze op jonge leeftijd met haar ouders naar verhuisd was. Haar liefde voor decoratieve kunsten en de kunst van het vergulden zorgde ervoor dat ze in Brussel ging studeren en daarna naar Engeland trok, enkele jaren voor de Eerste Wereldoorlog. Op latere leeftijd verhuisde Berthe naar Kalmthout en woonde ze jarenlang in het Ruitjeshof.
In de nacht van 11 op 12 december 1964 kreeg ze een beroerte en raakte haar rechterkant verlamd. Enkele weken later stierf ze. Eduard en Berthe van Regemorter liggen allebei begraven in het Schoonselhof in Antwerpen.

## Opleiding
Berthe van Regemorter studeerde in Brussel, waar ze boekbinden leerde van Joseph Hendrix en goudbewerking op leder van Louis Jacobs. Hendrix en Jacobs waren beide docent aan de ‘École professionnelle de Reliure et de Dorure d’art de la Ville de Bruxelles’. Daarna studeerde ze in Londen aan de Central School of Arts and Crafts (Central School of Art and Design) bij leerlingen van Cobden-Sanderson en werkte ze daar bij meesters Sangorski & Sutcliffe.

## Carrière

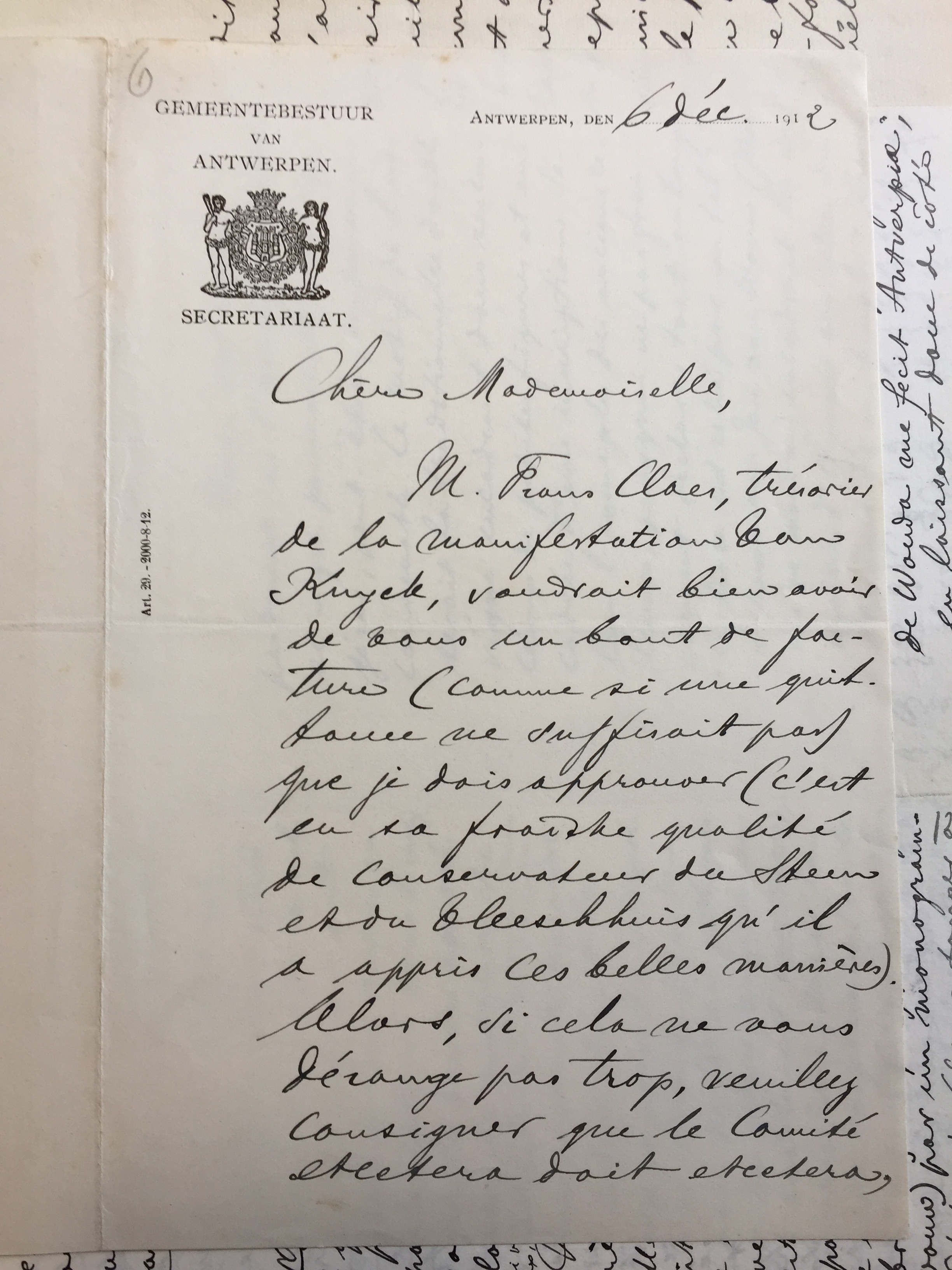
Brief van Prosper Verheyden aan Berthe van Regemorter (6 december 1912)

Toen ze terug in België was, nam van Regemorter deel aan een aantal tentoonstellingen. In 1912 werd ze uitgenodigd door Antwerps kunstenkring ‘De Scalden’ in het Plantin Moretus Museum in Antwerpen om daar haar boekbanden tentoon te stellen. Deze tentoonstelling over het moderne boek werd samengesteld door Prosper Verheyden, Max Rooses en Emmanuel de Bom. Haar belangstelling voor oude, vooral Vlaamse boekbanden, groeide onder invloed van Prosper Verheyden, een boekhistoricus en kenner van het Nederlandse boek waarmee ze zo’n dertig jaar lang correspondeerde in het Frans. Ze schreven elkaar brieven over boeken, concerten of tentoonstellingen. Zo is er bijvoorbeeld een brief waarin Prosper Verheyden aan M.R.A. Parmentier, voormalig conservator van het stedelijk archief in Brugge, vraagt om Berthe van Regemorter toegang te verlenen tot de boekbanden in het stadsarchief en zo mogelijk alle bibliotheken in Brugge. Ze stuurden ook postkaarten naar elkaar. De volledige briefwisseling wordt bewaard in het archief van het Letterenhuis in Antwerpen. Voorlopig zijn enkel de brieven die Prosper Verheyden naar Berthe stuurde vrij ter inzage.
In 1913 nam ze deel aan een tentoonstelling in Gent en het jaar daarna ook in Venetië en Firenze. Later volgden ook nog tentoonstellingen in Antwerpen in 1923 en in Brussel twee jaar later.
Vanaf 1926 gaf ze les in de Vrije Akademie in Antwerpen, opgericht door onder andere Roger Avermaete. Daar was Berthe ook voorzitter Raad van Bestuur tot 1949. Tegelijkertijd nodigde kersverse directeur Henry van de Velde haar uit om les geven in Brussel, aan l’École Nationale Supérieure des Arts Visuels de La Cambre. Daar geeft ze les over de buitendecoratie van het boek. In 1951, op haar tweeënzeventigste, doceert ze enkele maanden aan het Boekinstituut verbonden aan het Plantin-Moretusmuseum.
In 1936 gaf ze een lezing voor de Soroptimist Club in Antwerpen.
Samen met tal van andere schrijvers werkte Berthe van Regemorter mee aan Scriptorium, een internationaal tijdschrift dat artikels publiceerde over middeleeuwse handschriften in Europa en handelt over onder andere codicologie. Berthe van Regemorter was een van de eersten die aan het magazine meewerkte. Ze schreef recensies over tientallen artikels en deed de redactie van het Bulletin Cordicologique.
Berthe van Regemorter bouwde een lange carrière uit in de praktijk en het doceren van boekbandversiering en boekbinden. Ze was gespecialiseerd in de geschiedenis van boekbinden tijdens de oudheid en de middeleeuwen. Naast het doceren, deed Berthe van Regemorter ook onderzoek naar boekbanden. Na haar pensioen maakt ze reizen over heel Europa (o.a. Ierland, Istanbul en Griekenland) en bezoekt ze tal van bibliotheken. Haar onderzoek breidde zich geleidelijk aan uit van boekbinden in de Westerse Middeleeuwen naar Byzantijnse technieken en de invloeden daarvan in omliggende regio's (Syrië, Armenië, Georgië, Rusland, Balkan). Ze reisde zelfs op tachtigjarige leeftijd nog naar de Arabische wereld en het Verre Oosten en naar Ethiopië.

## Werken
Berthe van Regemorter schreef tientallen boeken over haar onderzoek en de bibliotheken die ze bezocht. Daarnaast werkte ze ook mee aan een catalogus van een tentoonstelling in 1954: Anvers, ville de Rubens: catalogue de l’exposition organisée à la Galerie Mazarine. De andere auteurs waren Frans Baudoin, Frans Blockmans, Jacques Guignard, Charles van Herck, H.-J. Martin, Jan Van Roey, Marcel Schiltz, Frans Smekens, Irène Vertessen, Leon Voet, Frank van den Wijngaert en Jules Cain. Ook aan het boek Antwerpens gouden eeuw: kunst en kultuur ten tijde van Plantin werkte ze mee, met dezelfde groep van auteurs als de catalogus.
Ook met de kunstkring Scaldis werkte ze samen aan enkele boeken, bijvoorbeeld Scaldis: tentoonstelling: oude kunst en cultuur, hedendaagse kunst, economie.
Binding Structures in the Middle Ages: A Series of Studies is een boek over de structuur van bindingen waarin verschillende tradities worden bestudeerd: Byzantijnse, Armeense, Coptische, Oriëntaalse en Europese bindingen tot de late Middeleeuwen. Het boek werd vertaald naar het Engels door Jane Greenfield.
Andere boeken van Berthe van Regemorter:
- Le codex relié à l’époque néo-hittie
- Le codex relié depuis son origine jusqu’au haut moyen-âge
- The Binding of Archael Gospels
- Ethiopian Bookbinding
- Le papetier-libraire en Egypte
- Povez Jugoslovenskih cirilskih rukopisa
- La réliure Arménienne
- La réliure des manuscrits de S. Cuthbert et de S. Boniface
- La réliure des manuscrits gnostiques découverts à Nag Hamadi
- La réliure des manuscrits Grecs
- La reliure des manuscrits Grecs et de l’Egypte
- La reliure souple des manuscrits Carolingiens de Fulda
- Some Early bindings from Egypt in the Chester Beatty Library
- Some Oriental bindings in the Chester Beatty Library

In totaal zou Berthe van Regemorter 242 banden en 62 ontwerpen gemaakt hebben.
Een naslagwerk over Berthe van Regemorter werd geschreven door Elly Cockx-Indestege: Berthe van Regemorter, een Antwerpse kunstboekbindster (1879-1964). Grafisch ontwerpster Sarah Schrauwen maakte voor haar afstudeerproject een ontwerp van deze uitgave, voor de Expert Class Book Design in 2015.
- Biblioteca Nacional de España: XX1084592
- Bibliothèque nationale de France: cb123004540 (data)
- Gemeinsame Normdatei: 129248754
- International Standard Name Identifier: 0000 0000 7978 0855
- Library of Congress Control Number: n92071095
- Nationale Bibliotheek van Israël: 987007266946105171
- Nederlandse Thesaurus van Auteursnamen: 091145635
- Système universitaire de documentation: 031870104
- Virtual International Authority File: 76382426
- WorldCat: E39PBJhmGDqdFWCPKGFqGxhbVC